# Anento
Anento ist ein spanischer Ort und eine Gemeinde (municipio) mit nur noch 112 Einwohnern (Stand: 2024) im Süden der Provinz Saragossa in der Autonomen Gemeinschaft Aragonien. Die Gemeinde gehört zur bevölkerungsarmen Serranía Celtibérica.

## Lage und Klima
Der Ort Anento liegt ca. 83 km (Fahrtstrecke) südwestlich der Provinzhauptstadt Saragossa nahe der Grenze zur Provinz Teruel in einer Höhe von ca. 850 bis 920 m. Die historisch bedeutsame Kleinstadt Daroca ist nur ca. 15 km in nordwestlicher Richtung entfernt. Das Klima ist gemäßigt bis warm; Regen (ca. 445 mm/Jahr) fällt übers Jahr verteilt.

## Bevölkerungsentwicklung
| Jahr      | 1857 | 1900 | 1950 | 2000 | 2017 |
| Einwohner | 342  | 370  | 337  | 107  | 93   |

Die Mechanisierung der Landwirtschaft, die Aufgabe bäuerlicher Kleinbetriebe und der damit verbundene Verlust von Arbeitsplätzen führten in der zweiten Hälfte des 20. Jahrhunderts zu einem deutlichen Rückgang der Bevölkerungszahl (Landflucht).

## Wirtschaft
Jahrhundertelang lebten die Bewohner des Ortes direkt (als Kleinbauern oder Knechte) oder indirekt (als Händler oder Handwerker) von der Landwirtschaft, wozu auch die Viehzucht (Schafe, Ziegen, Hühner) gehörte. Man bearbeitete die Ländereien der Grundherren sowie die eigenen Felder und Gärten. Heute werden hauptsächlich im Sommer viele Häuser als Ferienwohnungen (casas rurales) vermietet.

## Geschichte
Aus keltiberischer, römischer und westgotischer Zeit wurden bislang keine Funde gemacht.
Im 8. Jahrhundert drangen arabisch-maurische Heere bis in den Norden der Iberischen Halbinsel vor. Die Gegend wurde nach der Rückeroberung (reconquista) der Stadt Saragossa im Jahr 1118 durch den aragonesischen König Alfons I. wieder christlich. Möglicherweise wurde Anento erst im 12. Jahrhundert durch den Grafen von Barcelona gegründet. Später lag der Ort lag im lange Zeit zwischen den Königreichen Aragón und Kastilien umstrittenen Grenzgebiet; im „Krieg der beiden Peter“ wurde die Burg angegriffen.
2015 wurde der Ort in die Vereinigung der schönsten Dörfer Spaniens aufgenommen.

## Sehenswürdigkeiten

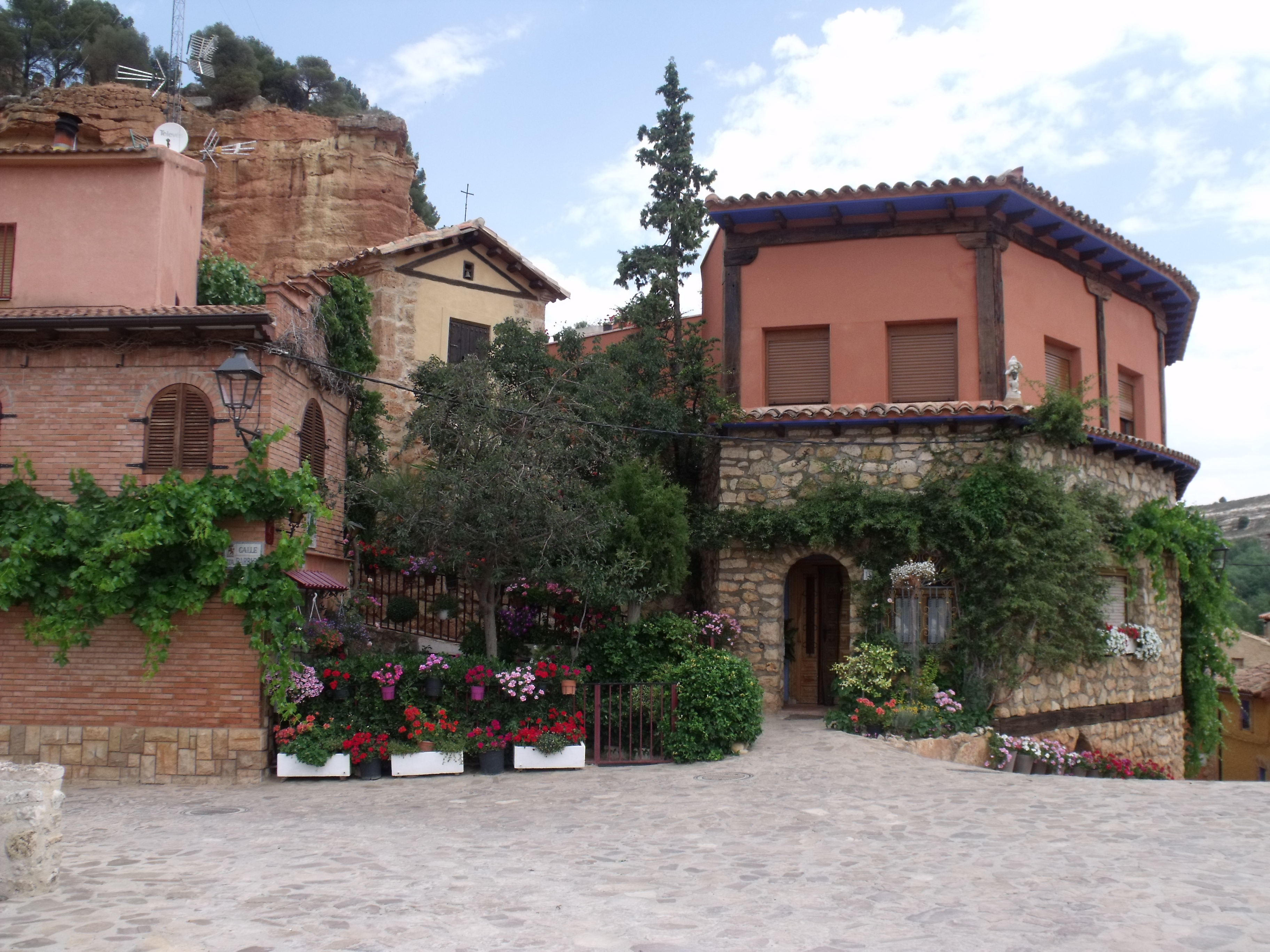
Anento

- Im Zuge der Auszeichnung als eines der schönsten Dörfer Spaniens wurden die Gassen des Ortes wurden neu gepflastert und viele Häuser restauriert.
- Wahrscheinlich im frühen 14. Jahrhundert entstand auf dem nahegelegenen Felsen eine Burg (castillo), von der noch erhebliche Mauerreste und ein imposantes Tor erhalten sind.[6][7]
- Die Kirche San Blas ist ein spätromanischer Bau aus der Zeit um 1300; um die Mitte des 14. Jahrhunderts wurde eine gotische Südvorhalle (portico) hinzugefügt. Kirchenschiff (nave) und Apsis waren einst bemalt, doch nur geringe Reste sind erhalten.[8] In der Apsis befindet sich ein bedeutendes Altarretabel (retablo) aus dem frühen 15. Jahrhundert, das dem aragonesischen Maler Blasco de Grañén zugeschrieben wird.[9]
- Die Ermita de Santa Bárbara stammt aus dem 18. Jahrhundert.[10]

Umgebung
- Auf dem Gemeindegebiet befinden sich die Überreste eines Gebäudes oder Turmes (Torreón de San Cristóbal), über dessen Ursprung Unklarheit besteht.